# Iglesia de San Bernardo alle Terme

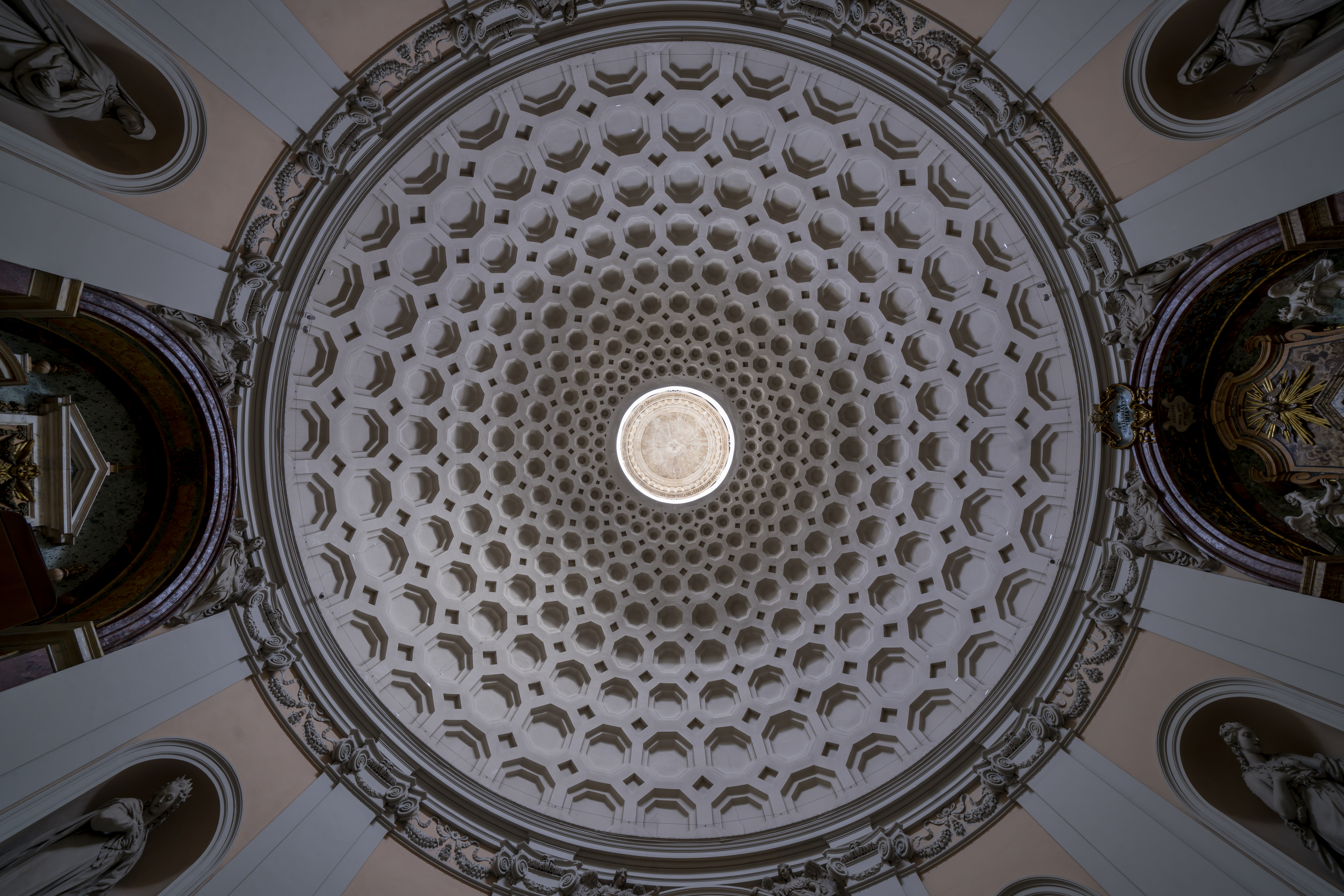
La cúpula de la iglesia.

La iglesia de San Bernardo alle Terme (en italiano: chiesa di San Bernardo alle Terme) es una iglesia católica de Roma, construida en el interior de una estructura perteneciente a las Termas de Diocleciano.

## Historia
La iglesia fue construida en 1598 en el interior de un spheristerium (sala para juegos de pelota) de las Termas de Diocleciano, y fue confiada a los franceses de la Orden del Císter, los feuillants, por intercesión de Catalina Sforza. Tras la Revolución francesa y la disolución de los feuillants, el edificio, junto con el monasterio anexo, fue cedido a la congregación de san Bernardo de Claraval, al cual fue dedicada la iglesia.
Al igual que el Panteón, la iglesia de San Bernardo alle Terme tiene forma circular, con un diámetro de 22 metros y una cúpula con un óculo, cuya decoración interior recuerda a la basílica de Majencio. Las hornacinas talladas en las paredes están ocupadas por estatuas de santos, esculpidas por Camillo Mariani con gusto afín al manierismo internacional. A la estructura original se le ha añadido la capilla de san Francisco.
El pintor alemán Johann Friedrich Overbeck, fundador del movimiento de los nazarenos, está enterrado aquí.
En el coro, en el centro del ábside, se encuentra el órgano, realizado por Nicola Morettini en 1885.